# Mikhaïl Ippolítov-Ivànov
Mikhaïl Mikhàilovitx Ippolítov-Ivànov (en rus: Михаил Михайлович Ипполитов-Иванов) (Gatxina, prop de Sant Petersburg, 7 de novembre de 1859 - Moscou, 28 de gener de 1935) fou un compositor, director d'orquestra i pedagog rus.
Son pare era mecànic empleat al palau de Sant Petersburg. Ippolítov-Ivànov va estudiar música a sa casa i va ser petit cantor de la catedral de Sant Issac, on també va rebre instrucció musical, abans d'entrar al Conservatori de Sant Petersburg el 1875. El 1882 va acabar els estudis com a alumne de composició de Rimski-Kórsakov, la influència del qual romandria ben forta durant tota la carrera d'Ippolítov-Ivànov.
La seva primera faena va ser dirigir l'acadèmia de música i l'orquestra de Tbilisi (Geòrgia), on va viure set anys. En aquest període va desenvolupar el seu interès per la música de la regió, un reflex del general interès que aleshores hi havia per la música de les minories no eslaves i per la dels veïns, com més exòtics millor, de Rússia. Aquest interès, hauria de rebre un impuls "oficial" després de la Revolució per raons polítiques.
El 1893 Ippolítov-Ivànov va esdevenir professor del Conservatori de Moscou, del qual va ser director des de l'any 1905 fins al 1924 i on va tenir entre d'altres alumnes en Leonid Nikolaïev, Iuli Dmítrievitx Énguel. i el moscovita Serguei Nikiforovitx Vassilenko. També va ser director de la Societat Coral Russa, de les companyies d'òpera Màmontov i Zimin i, des de 1925, del Teatre Bolxoi. També va dedicar-se al periodisme i a la divulgació musical.
Des del punt de vista polític, Ippolítov-Ivànov va aconseguir de mantenir una certa independència. Va ser president de l'Associació d'Escriptors i Compositors l'any 1922, però no va intervenir en les baralles entre els músics "proletaris" (compromesos en el desenvolupament d'un art netament popular) i els defensors de l'avantguarda artística. El seu propi estil ja estava format des dels anys 1880, quan va estudiar amb Rimski-Kórsakov, a qui va introduir en l'interès per la música folklòrica, particularment de Geòrgia, on va retornar l'any 1924 per tal d'esmerçar un any en la reorganització del Conservatori de Tbilisi.
La suite "Kavkazskiye Eskizi" (Esbossos Caucàsics), composta el 1894, és un destacat exemple del deute d'Ippolítov-Ivànov amb Rimski-Kórsakov, així com de la influència dels cants populars, en aquest cas dels de Geòrgia, en la seva obra; elements que ja havien aparegut a l'Obertura Primavera de 1982 i a les escenes bíbliques de la seva òpera Ruf (Rut).
Entre els seus deixebles s'hi troben Reinhold Glière i Serguei Vasilenko.
Ippolítov-Ivànov va compondre òpera, música orquestral, música de cambra i un gran nombre de cançons. Amb excepció de la suite Esbossos Caucàsics, i particularment del moviment titulat Processó del Sardar la seva música és avui dia una raresa.
A més de les seves obres, Ippolítov-Ivànov va completar l'òpera El matrimoni de Modest Mússorgski.

## Obres
- Esbossos Caucàsics (1894)
  - Suite No. 1, Op. 10
  - Suite No. 2, Op. 42 (Iveria)
- Simfonia No. 1 en mi menor, Op. 46 (1908)
- Yar-khmel (Obertura Primavera), Op. 1 (1882)
- Scherzo Simfònic, Op. 2
- Tres Quadres Musicals d'Ossian, Op. 56
  - Llac Lyano
  - Lament de Kolymà
  - Monòleg d'Ossian sobre els Herois Contemporanis
- Marxa Jubileu
- Rapsòdia Armènia, Op. 48
- Fragments Turcs, Op. 62 (1930)
- Marxa Turca, Op. 55 (1932)
- Un episodi de la vida de Schubert, Op. 61 (1920)